# Glucuronolattone
Il glucuronolattone (detto anche acido lattone glucuronico) è un tipo di zucchero presente naturalmente nell'uomo, prodotto dal metabolismo del glucosio nel fegato umano. È un importante componente strutturale di pressoché tutti i tessuti connettivi. Il glucuronolattone si ritrova anche in molte resine vegetali. Spesso si nomina la sua tipica forma a carrozzina.

## Utilizzo commerciale
È presente in molte bevande di recente introduzione comunemente conosciute come "bevande energetiche". La maggior parte di queste bevande energetiche contengono anche caffeina.